# Воскресенская церковь (Чебоксары)
Церковь Воскресе́ния Христо́ва (Воскресе́нская церковь) — православный храм в городе Чебоксары, расположенный на улице Сергия Радонежского.
Архитектурный ансамбль составляют два сохранившихся здания: каменная церковь, построенная в XVIII веке на средства прихожан в честь Обновления храма Воскресения Христова, и дом причта, построенный, по мнению исследователей, в 1700-х годах.
Церковь и дом причта имеют статус объектов культурного наследия федерального значения.

## История
Годом окончания строительства церкви разные источники приводят 1758:69, однако историк и этнограф В. К. Магницкий, ссылаясь на исследование А. Ф. Можаровского «Казанская старина: Нечто из церковной археологии города Чебоксар» (1881), отмечал, что большой колокол для церкви был отлит ещё в 1744 году: до середины XVIII века Воскресенская церковь была деревянной:58.
С 1868 года храм — приходский, в приходе — жители деревни Гремячево Чебоксарской волости Чебоксарского уезда. Для гремячевцев была организована школа грамоты.
В 1941 году церковь была закрыта для богослужений, приход церкви восстановлен в 1990 году.
С 1930-х годов в здании бывшей церкви размещался филиал типографии № 1.
В 1989—1993 годах в церкви и доме причта выполнены реставрационно-восстановительные работы.

## Архитектурный ансамбль

### Воскресенская церковь
Каменный одноглавый храм, состоящий из центрального четверика, увенчанного карнизом из трех рядов поребрика и пояса кокошников. С запада к храму примыкала трапезная и восьмигранная шатровая колокольня, утраченная в советское время и вновь восстановленная в 1990-е годы. С северной стороны к храму примыкал придел с трапезной, почти равный по размерам с основным храмом. К трапезной северного придела примыкал ещё один придел, отодвинутый к западу.
К основному объёму, состоящему из четверика с апсидой, трапезной и колокольни, в конце XVIII века пристроены 2 придела: большой — во имя Святителей Василия Великого, Григория Богослова и Иоанна Златоуста; малый — во имя Чудотворцев Изосима и Савватия.
С завершением строительства приделов храм приобрёл оригинальную планировочную композицию, основой которой является монументальный, перекрытый сомкнутым сводом двухсветный четверик, завершающийся шатровой крышей и небольшой главкой на стройном глухом барабане. Западная часть здания замыкается шатровой колокольней. Первый ярус колокольни — четверик, перекрытый сомкнутым сводом, второй — восьмигранный столп со сквозными арочными проёмами звона. Шатёр колокольни завершается луковичной главкой на глухом барабане. Все помещения перекрыты сводами. Фасады четверика и трапезной сохранили декор, характерный для русского барокко середины XVIII века. Оконные проёмы украшают сложные гребешковые наличники с полуколонками и валиками. Наличники оконных проёмов приделов имеют несложную форму и плоский профиль. Стены венчаются поясками поребриков и кирпичных кронштейнов (городков). Фасады четверика завершаются поясом из декоративных полукруглых закомар.

### Дом причта
Объект культурного наследия № 2110005001
Дом при церкви представляет собой тип каменного жилого дома на подклети с двухчастным асимметричным построением плана. Объёмная композиция — квадратное в плане строение, завершённое четырёхскатной кровлей. Большое помещение основного этажа перекрыто коробовыми сводами с распалубками, меньшее помещение — двумя сомкнутыми сводами, разделенными широким арочным проходом. Помещение подклети перекрыто коробовыми сводами. На северной стене дома сохранились первоначальные окна, размещённые в глубоких нишах с откосами. Прямоугольные окна южного фасада, обрамлённые наличниками с трёхчетвертными колоннами, которые завершаются кокошниками полукруглой формы, появились, очевидно, в середине XVIII века. Постройка предназначалась и использовалась в качестве жилого дома священнослужителей и для размещения причта храма.